# Simfonia núm. 14 (Weinberg)
La Simfonia núm. 14, op. 117, de Mieczysław Weinberg va ser composta el 1977 i dedicada a Vladímir Fedosséiev, que va dirigir l'estrena al Segon Festival de Tardor de Moscou, el 8 d'octubre de 1980.
A part dels vincles habituals amb Xostakóvitx, en el segon moviment Allegro, segons Tuttle, els contorns melòdics i rítmics recorden més la música de Bartók o Kodály.

## Moviments
La Catorzena Simfonia va ser escrita en un sol moviment, tot i que es pot separar segons l'estructura tradicional de quatre moviments sota la superfície:
- Largo –
- Allegro –
- Adagio –
- Moderato